# Drumlin
Ne doit pas être confondu avec Dos de baleine.

Diagramme sur les différentes formations glaciaires.

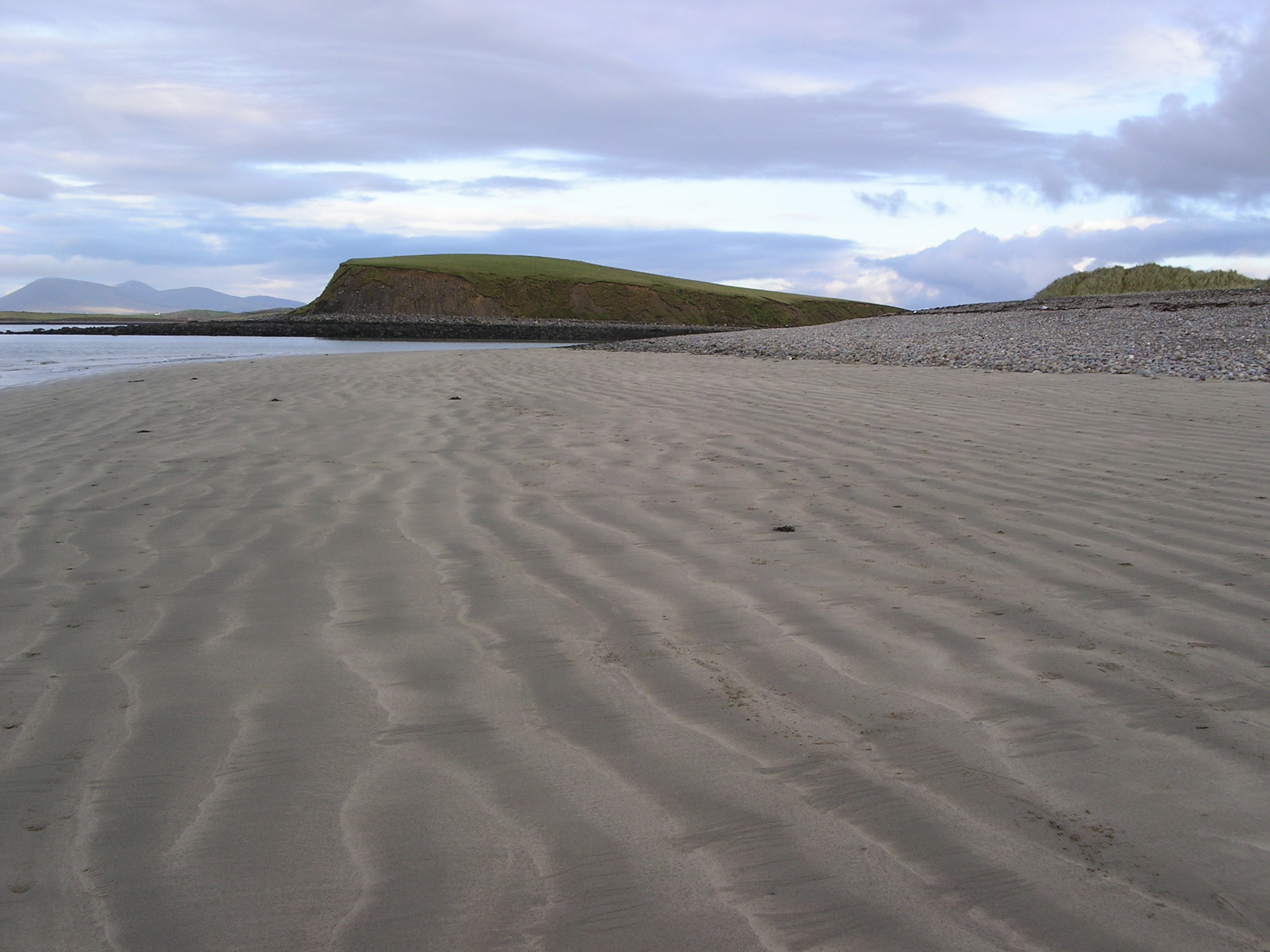
Drumlin à Clew Bay, Irlande.

Un drumlin (de l'irlandais druim issu du celte drum, « dos, crête », terme introduit dans un article de la revue du Geological Society of Dublin par le géologue James Bryce (en) en 1833) est une colline allongée constituée par les restes de la moraine de fond d'un ancien glacier. Ce relief en forme de dos de baleine se trouve généralement sur le fond des vallées glaciaires.

## Origines
Les drumlins seraient soit de petites moraines médianes déposées pendant une courte stagnation du glacier lors de son retrait de la vallée ou de sa progression, soit un dépôt morainique se trouvant dans une grande entaille dans la longueur du glacier, entaille formée par une rivière à la surface du glacier par exemple. L'hypothèse la plus probable est que ces reliefs s'élaborent sous un glacier en progression. Il s'agirait donc de formes en partie construites, la moraine ne faisant qu'enrober, vers l'aval, un noyau rocheux qui peut être un dépôt antérieur consolidé.

## Composition
Les drumlins sont constitués de dépôts glaciaires de même composition et organisation que les moraines. Il s'agit en fait d'un till qui enrobe un cœur rocheux. Toutes les transitions peuvent exister entre un drumlin dont le cœur rocheux est volumineux (rock drumlin, moins fréquent, sculpté dans le substratum rocheux et pouvant prendre la forme de crag and tail) et la couverture de till mince (rock and till drumlin composé d'un placage morainique couvrant un noyau du substratum) et un drumlin seulement composé de till (till drumlin).

## Morphologie

Profil et plan d'un drumlin.

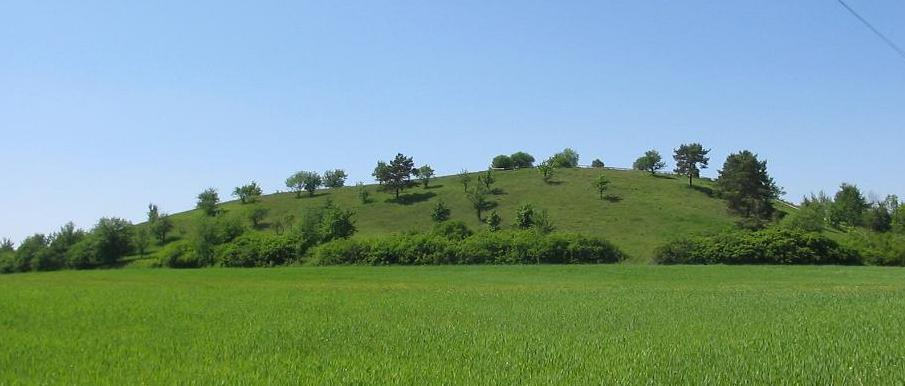
Profil longitudinal dissymétrique.

Le drumlin a l’aspect d’une crête rectiligne et allongée dont la longueur varie de plusieurs dizaines de mètres à plus de 4 kilomètres. Typiquement, sa longueur est de 100 à 400 m, sa largeur trois à quatre fois inférieure à sa longueur et sa hauteur de 6 à 40 m. Son long axe est parallèle au sens d’écoulement du glacier. Ses versants latéraux, plus raides que les versants antéro-postérieurs, peuvent atteindre 32°. Vu en plan, il a une forme ovale et allongée, avec une partie amont plus large et une partie aval plus effilée qui pointe dans la direction d’écoulement du glacier. Son profil longitudinal est généralement asymétrique avec une pente ascendante abrupte (jusqu'à 20°) en amont et une pente descendante plus douce en aval (de 1 à 10°). Cette bosse rocheuse peut avoir on non une queue alluviale. Enfin, sa morphologie est plus ou moins altérée par l'érosion.

## Champ de drumlins

Diagramme d'un champ de drumlins.

On rencontre rarement un drumlin à l’état isolé. Ils se présentent le plus souvent en champs de drumlins qui constituent des essaims de collines elliptiques, au profil longitudinal aérodynamique, allongées selon la direction de l'écoulement de la glace.

## Localisation
Ces champs de drumlins sont localisés dans des régions planes ou légèrement déprimées. On ne les pensait présents que dans le nord de l'Eurasie (notamment en Irlande) et de l'Amérique, mais on en a aussi récemment identifié en Afrique australe dans le désert du Namib, datés de la fin du Paléozoïque (il y a environ 300 millions d'années.
Un des plus grands champs de drumlins connus, dans l'ouest-central de l'État de New York, groupe 10 000 drumlins sur une surface de 2 500 km2. Le plus vaste de l'Allemagne alpine, l'Eberfinger Drumlinfeld (de), compte 360 collines sur 60 km2.

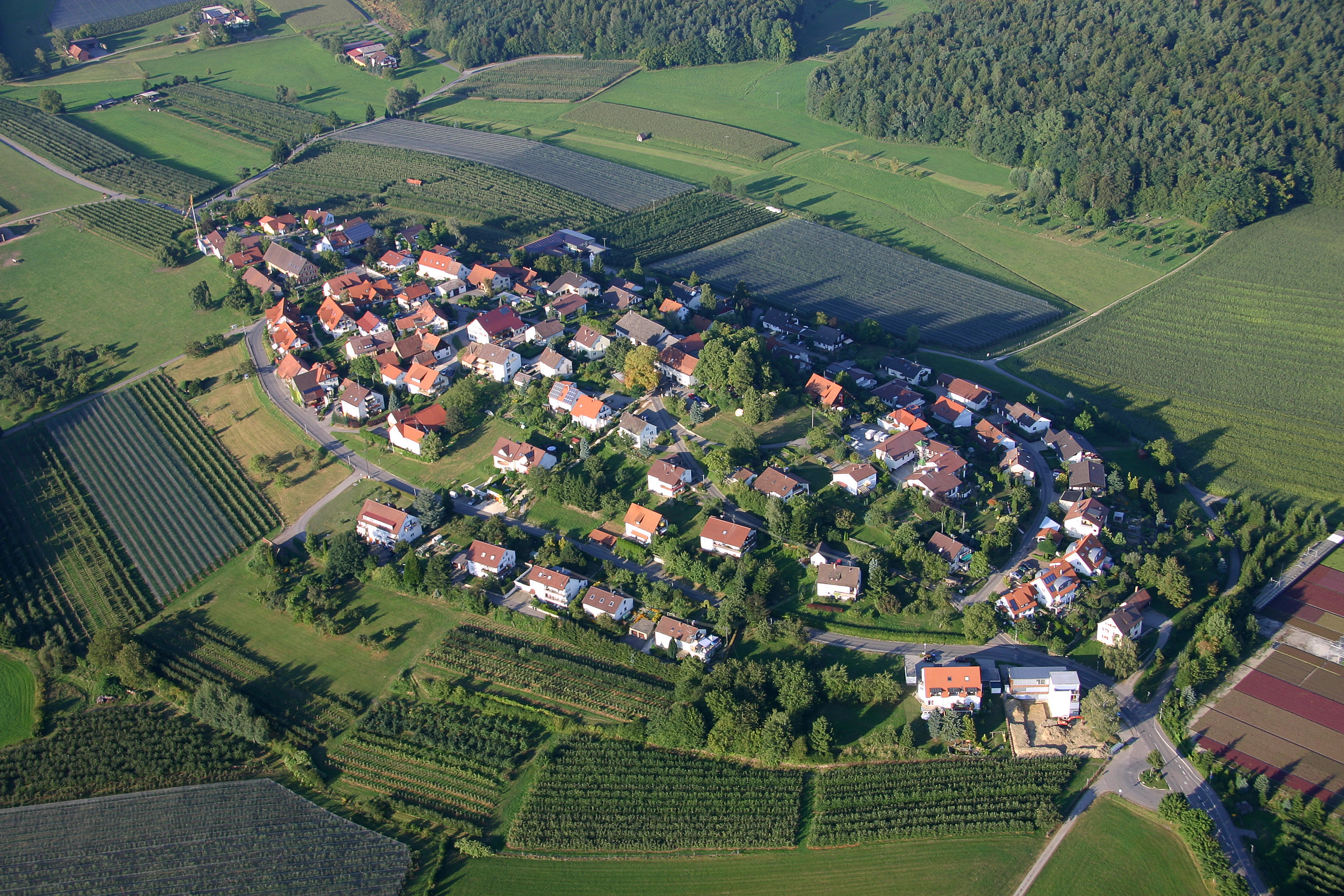
Le quartier de Raderach de Friedrichshafen, situé sur un drumlin (Allemagne).
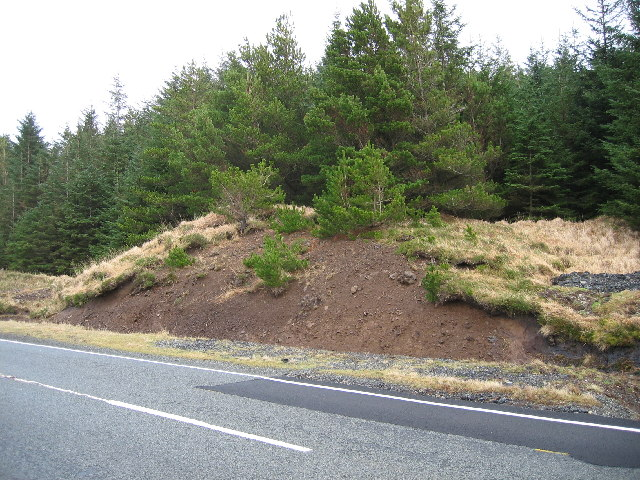
Drumlin ouvert par la construction d'une autoroute, A87 (Écosse).
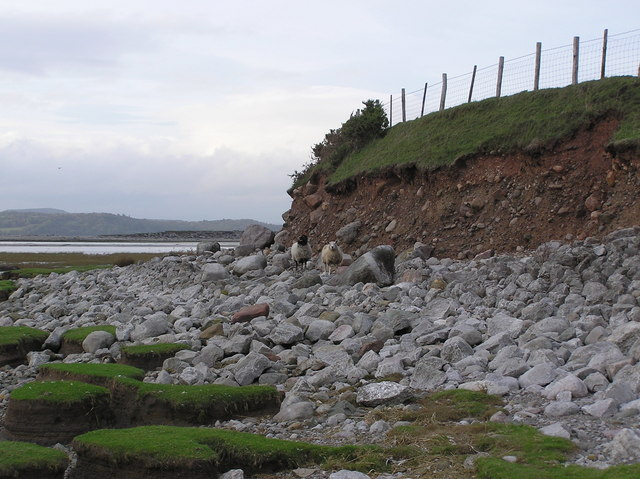
Drumlin érodé par la mer, près de Lancaster (Angleterre).
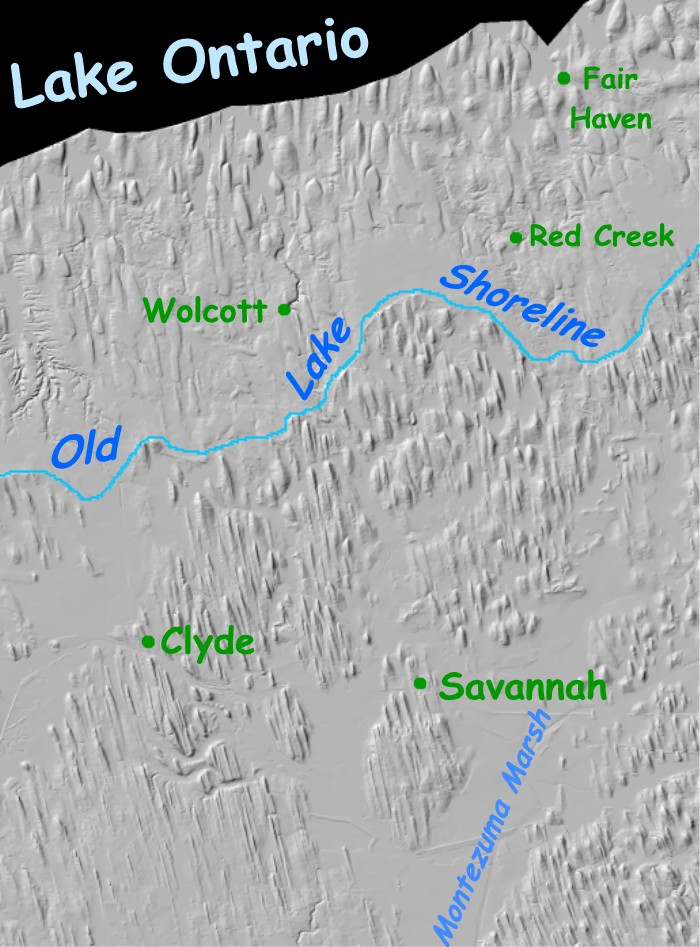
Champ de drumlins, Wayne County, NY (États-Unis).
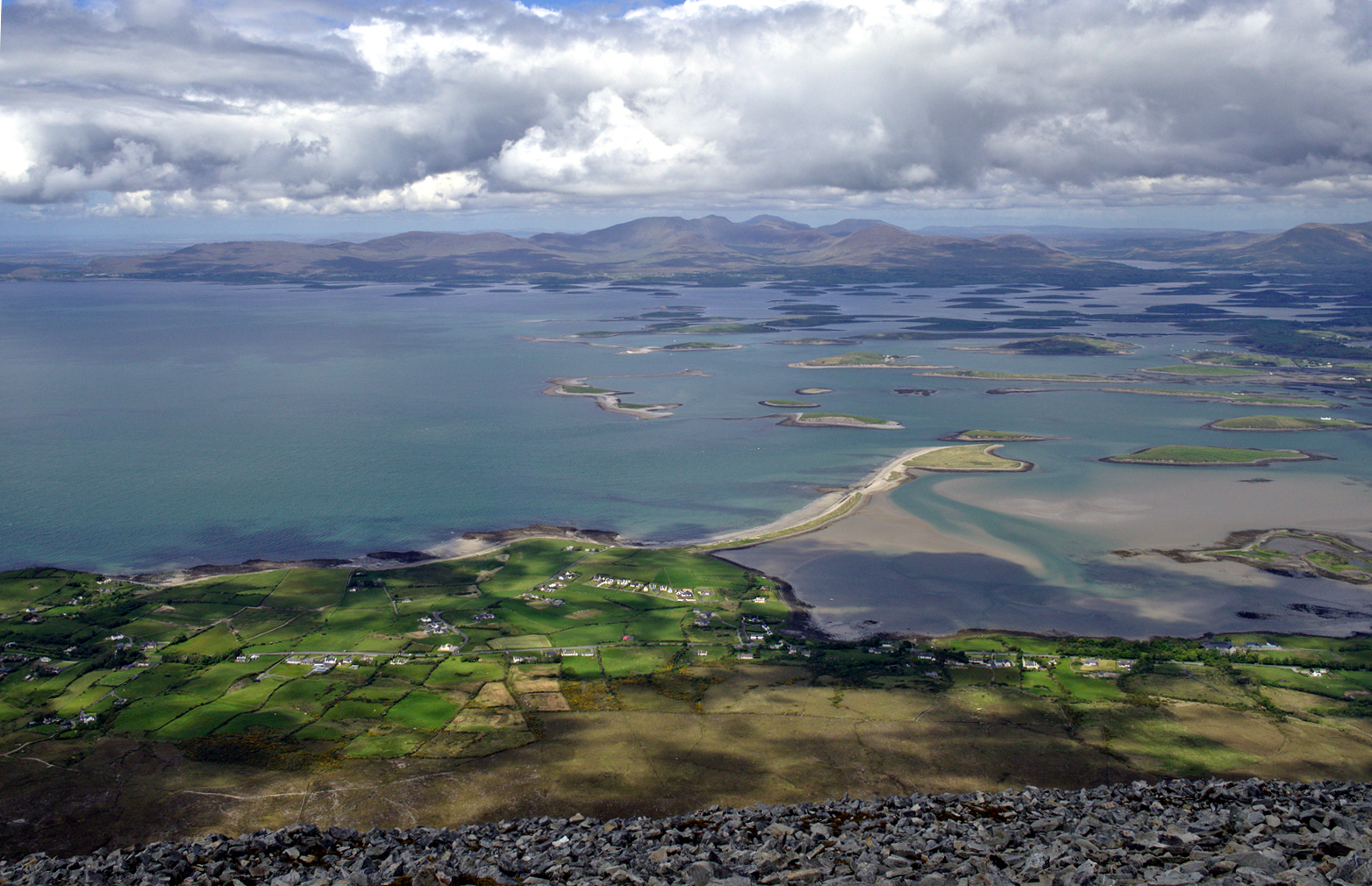
Champ de drumlins, Clew Bay (Irlande).